# Daniel Holgado
Daniel Holgado Miralles (Sant Vicent del Raspeig, 27 aprile 2005) è un pilota motociclistico spagnolo.

## Carriera

### Gli inizi
Nel 2018 esordisce nella European Talent Cup classificandosi decimo con un podio all'attivo. Dal 2019 al 2021 è impegnato nella classe Moto3 del campionato spagnolo arrivando il terzo anno, con Aspar Junior Team, a conquistare il titolo.
Sempre nel 2021 partecipa al Gran Premio di Catalogna nel motomondiale in sostituzione del pilota infortunato Maximilian Kofler. Per i gran premi di Emilia Romagna e Algarve invece, sostituisce il pilota squalificato Deniz Öncü nel team Tech 3.

### Moto3
Nel 2022 corre nel team Red Bull KTM Ajo, con compagno di squadra Jaume Masiá. In occasione del Gran Premio d'Austria ottiene la sua prima pole position nel mondiale mentre in Aragona il primo podio. Chiude la sua prima stagione completa nel Motomondiale al decimo posto.
Per la stagione seguente rimane in Moto3 passando al team Red Bull KTM Tech3, il compagno di squadra è Filippo Farioli. Nella prima gara stagionale a Portimão ottiene la sua prima vittoria nel motomondiale davanti al connazionale David Muñoz. Rimane in corsa per il titolo per buona parte del campionato che chiude, con tre vittorie, al quinto posto.
Nella stagione 2024 rimane con Tech3, da quest'anno appoggiata da Gas Gas, e con il debuttante Jacob Roulstone come compagno di squadra. La stagione parte molto bene con un Pole in Qatar ed il secondo posto in gara. In Portogallo vince per la seconda volta consecutiva di soli 44 millesimi davanti ad José Antonio Rueda. Va a podio con un secondo posto anche ad Austin. Dopo un settimo posto ad Jerez, torna sul podio sempre in seconda posizione a Le Mans dietro a David Alonso, con i due che scappano nella Classifica Piloti sugli inseguitori. Il pilota spagnolo però nei successivi cinque appuntamenti va sempre a punti senza mai centrare un podio, che ritrova in Austria salendo sul gradino più basso. Dopo il nono posto di Aragon, chiude al secondo posto a Misano. Va infine a podio in Australia e al GP della Solidarietà, entrambe le volte in seconda posizione, terminando il suo campionato con 256 ed assicurandosi così il secondo posto in classifica, con una vittoria ed otto podi, dietro a David Alonso.

### Moto2
Nella stagione 2025 compie il salto di categoria in Moto2, passando al team Aspar con David Alonso come nuovo compagno di squadra.

## Risultati nel motomondiale
| 2021 | Classe | Moto |  |  |  |  |  |  |    |  |  |  |  |  |  |  |  |    |    |  |  |  |  |  | Punti | Pos. |
| ---- | ------ | ---- |  |  |  |  |  |  | -- |  |  |  |  |  |  |  |  | -- | -- |  |  |  |  |  | ----- | ---- |
| 2021 | Moto3  | KTM  |  |  |  |  |  |  | 15 |  |  |  |  |  |  |  |  | 20 | 13 |  |  |  |  |  | 4     | 28º  |

| 2022 | Classe | Moto |    |   |   |     |     |   |    |     |     |   |   |     |   |   |   |     |    |     |   |    |  |  | Punti | Pos. |
| ---- | ------ | ---- | -- | - | - | --- | --- | - | -- | --- | --- | - | - | --- | - | - | - | --- | -- | --- | - | -- |  |  | ----- | ---- |
| 2022 | Moto3  | KTM  | 16 | 9 | 7 | Rit | Rit | 9 | 11 | Rit | Rit | 6 | 6 | Rit | 8 | 5 | 3 | Rit | 11 | Rit | 7 | 10 |  |  | 103   | 10º  |

| 2023 | Classe | Moto |   |   |   |   |   |   |   |    |   |   |    |    |   |   |    |    |   |     |   |   |  |  | Punti | Pos. |
| ---- | ------ | ---- | - | - | - | - | - | - | - | -- | - | - | -- | -- | - | - | -- | -- | - | --- | - | - |  |  | ----- | ---- |
| 2023 | Moto3  | KTM  | 1 | 4 | 5 | 6 | 1 | 1 | 3 | 25 | 3 | 2 | 20 | 16 | 4 | 3 | 14 | 13 | 6 | Rit | 9 | 8 |  |  | 220   | 5º   |

| 2024 | Classe | Moto   |   |   |   |   |   |   |    |    |   |   |   |   |   |   |   |   |   |    |     |   |  |  | Punti | Pos. |
| ---- | ------ | ------ | - | - | - | - | - | - | -- | -- | - | - | - | - | - | - | - | - | - | -- | --- | - |  |  | ----- | ---- |
| 2024 | Moto3  | GasGas | 2 | 1 | 2 | 7 | 2 | 6 | 14 | 11 | 7 | 4 | 3 | 9 | 2 | 4 | 6 | 4 | 2 | 12 | Rit | 2 |  |  | 256   | 2º   |

| 2025 | Classe | Moto  |   |   |   |   |     |    |    |     |    |    |    |   |   |  |  |  |  |  |  |  |  |  | Punti | Pos. |
| ---- | ------ | ----- | - | - | - | - | --- | -- | -- | --- | -- | -- | -- | - | - |  |  |  |  |  |  |  |  |  | ----- | ---- |
| 2025 | Moto2  | Kalex | 8 | 9 | 8 | 4 | Rit | 16 | 18 | Rit | 15 | 10 | 12 | 4 | 2 |  |  |  |  |  |  |  |  |  | 80    |      |

| Legenda | 1º posto        | 2º posto            | 3º posto            | A punti      | Senza punti        | Grassetto – Pole position Corsivo – Giro più veloce |
| Legenda | Gara non valida | Non qual./Non part. | Ritirato/Non class. | Squalificato | '-' Dato non disp. | Grassetto – Pole position Corsivo – Giro più veloce |